# Ловел (Арканзас)
Ловел (англ. Lowell) — місто (англ. city) в США, в окрузі Бентон штату Арканзас. Населення — 9839 осіб (2020).
В Ловелі розташована штаб-квартира однієї з найбільших американських компаній у сфері наземних вантажоперевезень J.B. Hunt.

## Географія
Ловел розташований на висоті 409 метрів над рівнем моря за координатами 36°15′21″ пн. ш. 94°9′12″ зх. д. / 36.25583° пн. ш. 94.15333° зх. д. (36.255855, -94.153356).  За даними Бюро перепису населення США в 2010 році місто мало площу 23,85 км², з яких 23,69 км² — суходіл та 0,16 км² — водойми.

## Демографія
Згідно з переписом 2010 року, у місті мешкало 7327 осіб у 2677 домогосподарствах у складі 1869 родин. Густота населення становила 307 осіб/км².  Було 2867 помешкань (120/км²). 
Расовий склад населення:
| - 77,8 % — білих - 2,7 % — азіатів - 1,4 % — корінних американців - 0,9 % — чорних або афроамериканців - 0,4 % — вихідців з тихоокеанських островів - 14,3 % — осіб інших рас |

До двох чи більше рас належало 2,6 %. Іспаномовні складали 24,7 % від усіх жителів.
За віковим діапазоном населення розподілялося таким чином: 30,4 % — особи молодші 18 років, 62,6 % — особи у віці 18—64 років, 7,0 % — особи у віці 65 років та старші. Медіана віку мешканця становила 30,9 року. На 100 осіб жіночої статі у місті припадало 97,8 чоловіків;  на 100 жінок у віці від 18 років та старших — 95,9 чоловіків також старших 18 років.
Середній дохід на одне домашнє господарство  становив 61 799 доларів США (медіана — 53 676), а середній дохід на одну сім'ю — 66 844 долари (медіана — 58 788). Медіана доходів становила 40 732 долари для чоловіків та 32 713 долари для жінок. За межею бідності перебувало 12,2 % осіб, у тому числі 13,7 % дітей у віці до 18 років та 11,5 % осіб у віці 65 років та старших.
Цивільне працевлаштоване населення становило 4058 осіб. Основні галузі зайнятості: роздрібна торгівля — 23,1 %, виробництво — 17,4 %, освіта, охорона здоров'я та соціальна допомога — 15,9 %.
За даними перепису населення 2000 року в Ловелі проживало 5013 осіб, 1381 сім'я, налічувалося 1914 домашніх господарств і 2044 житлових будинки. Середня густота населення становила близько 126 осіб на один квадратний кілометр. Расовий склад Ловела за даними перепису розподілився таким чином: 88,67 % білих, 0,78 % — чорних або афроамериканців, 0,88 % — корінних американців, 2,71 % — азіатів, 0,98 % — вихідців з тихоокеанських островів, 1,90 % — представників змішаних рас, 4,09 % — інших народів. Іспаномовні склали 8,94 % від усіх жителів міста.
З 1914 домашніх господарств в 40,0 % — виховували дітей віком до 18 років, 62,4 % представляли собою подружні пари, які спільно проживали, в 6,2 % сімей жінки проживали без чоловіків, 27,8 % не мали сімей. 22,5 % від загального числа сімей на момент перепису жили самостійно, при цьому 3,8 % склали самотні літні люди у віці 65 років та старше. Середній розмір домашнього господарства склав 2,62 особи, а середній розмір родини — 3,11 особи.
Населення міста за віковим діапазоном за даними перепису 2000 року розподілилося таким чином: 28,7 % — жителі молодше 18 років, 10,6 % — між 18 і 24 роками, 40,5 % — від 25 до 44 років, 15,0 % — від 45 до 64 років і 5,1 % — у віці 65 років та старше. Середній вік мешканця склав 29 років. На кожні 100 жінок в Ловелі припадало 103,5 чоловіків, у віці від 18 років та старше — 104,8 чоловіків також старше 18 років.
Середній дохід на одне домашнє господарство в місті склав 48 063 долара США, а середній дохід на одну сім'ю — 55 944 долара. При цьому чоловіки мали середній дохід в 31 677 доларів США на рік проти 24 196 доларів середньорічного доходу у жінок. Дохід на душу населення в місті склав 20 861 долар на рік. 4,4 % від усього числа сімей в окрузі і 5,9 % від усієї чисельності населення перебувало на момент перепису населення за межею бідності, при цьому 5,8 % з них були молодші 18 років і 19,4 % — у віці 65 років та старше.